# 百年翻譯運動
百年翻譯運動是始自巴格達智慧之家的運動，从八世纪中期直至十世纪末期，歷時約二百年，地跨歐、亞、非等廣袤區域，交融波斯、印度、希臘、羅馬、阿拉伯等古代東西方文化的譯介活動，該運動將包括亞里士多德在内希腊语、巴列维语、波斯語、梵语、叙利亚语文献翻譯成阿拉伯語。這些著作後來又回傳到歐洲，對後來西方文藝復興不無舉足輕重之影響。此種大規模的文化運動在世界史上甚為罕見。

## 前阿拔斯时代

### 前伊斯兰时代
萨珊帝国的第九位国王沙普尔二世建立了贡迪沙普尔学院，该学院成为了一个医学中心兼大学，学者们在此研究解剖学、神学、医学、哲学等诸多学科。后来，霍斯劳一世为牙科、建筑学、农学和灌溉、军事指挥基础、天文学、数学等学科的研究建立了一个观测所。贡迪沙普尔学院被认为是6世纪和7世纪最为重要的医学研究中心之一。然而，7世纪中期，萨珊帝国被穆斯林征服，但征服者保留了这个学术中心。
在西边的东罗马帝国，查士丁尼一世于公元529年关闭了柏拉图学院，同时减少了关键性公共教育机构的资金，因此许多学者带着他们的知识和材料逃离了东罗马。这些移民学者来到波斯寻求庇护，波斯的统治者积极确保学者们能安全离开东罗马，并为他们的学术抱负提供支持。

### 伊斯兰帝国早期和倭马亚时代（632 - 750）
尽管在倭马亚时代，由于帝国境内有众多讲希腊语的人口，使得希腊语到阿拉伯语的翻译很普遍，但希腊语科学文献的翻译却很少。希腊-阿拉伯翻译运动在阿拔斯王朝初期才正式开始。但是，伊斯兰帝国崛起过程中发生的许多事件，为翻译运动的蓬勃发展创造了背景和环境。在倭马亚之前及倭马亚时期，阿拉伯人的征服活动扩张至西南亚、波斯和东北非洲，为后来的伊斯兰文明奠定了基础，使这一新兴文明有能力推动希腊-阿拉伯翻译运动。这些征服运动使一个极为广大的地区统一起来，将以前孤立的社会和民族联系在一起，振兴了贸易路线和农业发展，并推动了臣民内部物质财富的进步。倭马亚王朝治下，不同地区之间实现政治上的稳定，促进了识字率的提高以及教育机构的发展。讲叙利亚语的基督徒和伊拉克、伊朗等地的希腊化基督徒社群融合进这个庞大帝国的结构中。对世俗希腊知识的兴趣日益增长，这些希腊化民族对于支持该兴趣的发展起到了至关重要的作用。

## 阿拔斯时代 (750–1258)

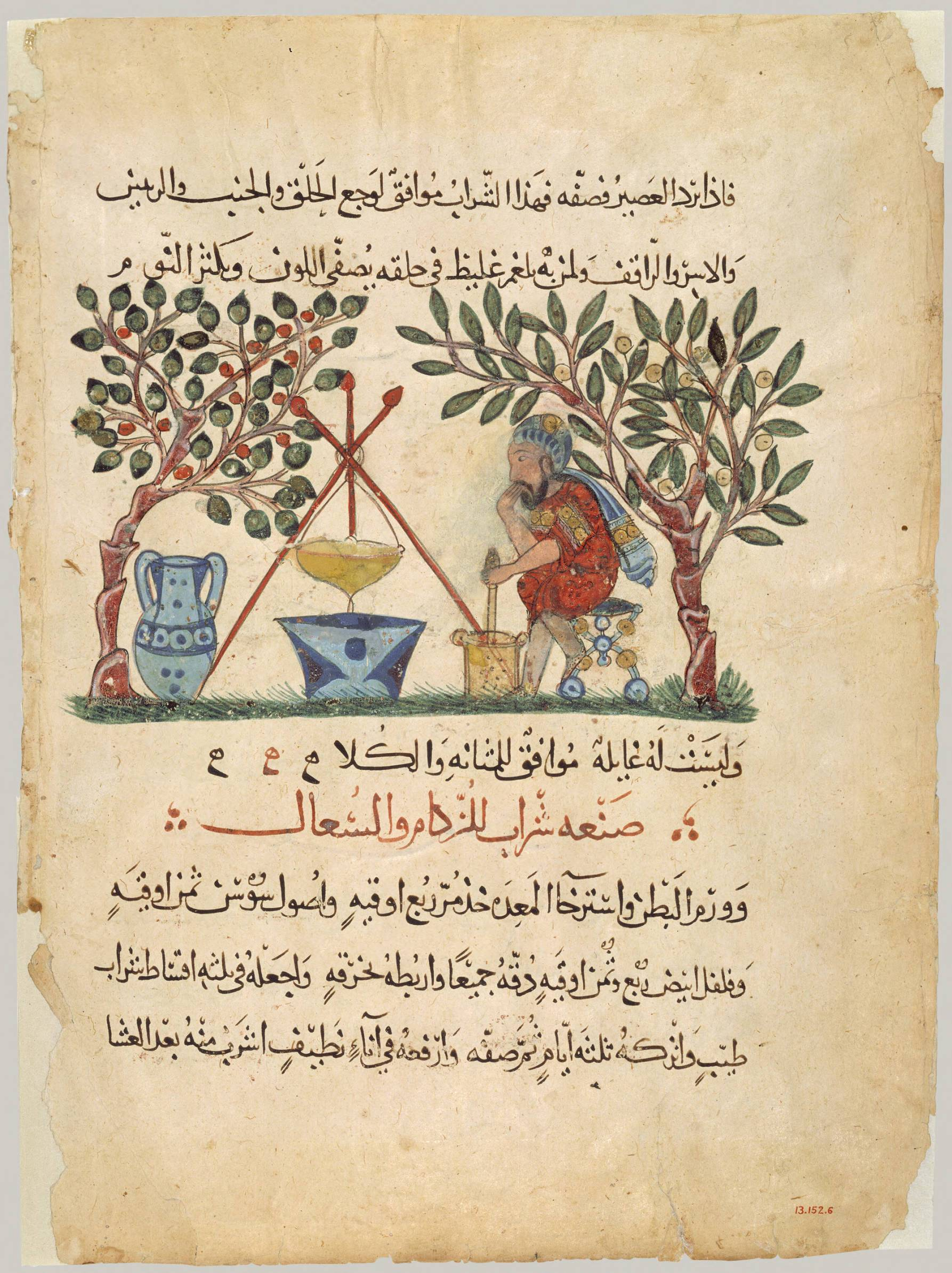
摘自迪奥斯科里德斯《药物志》的阿拉伯语译本，涉及“用蜂蜜制药”，1224年

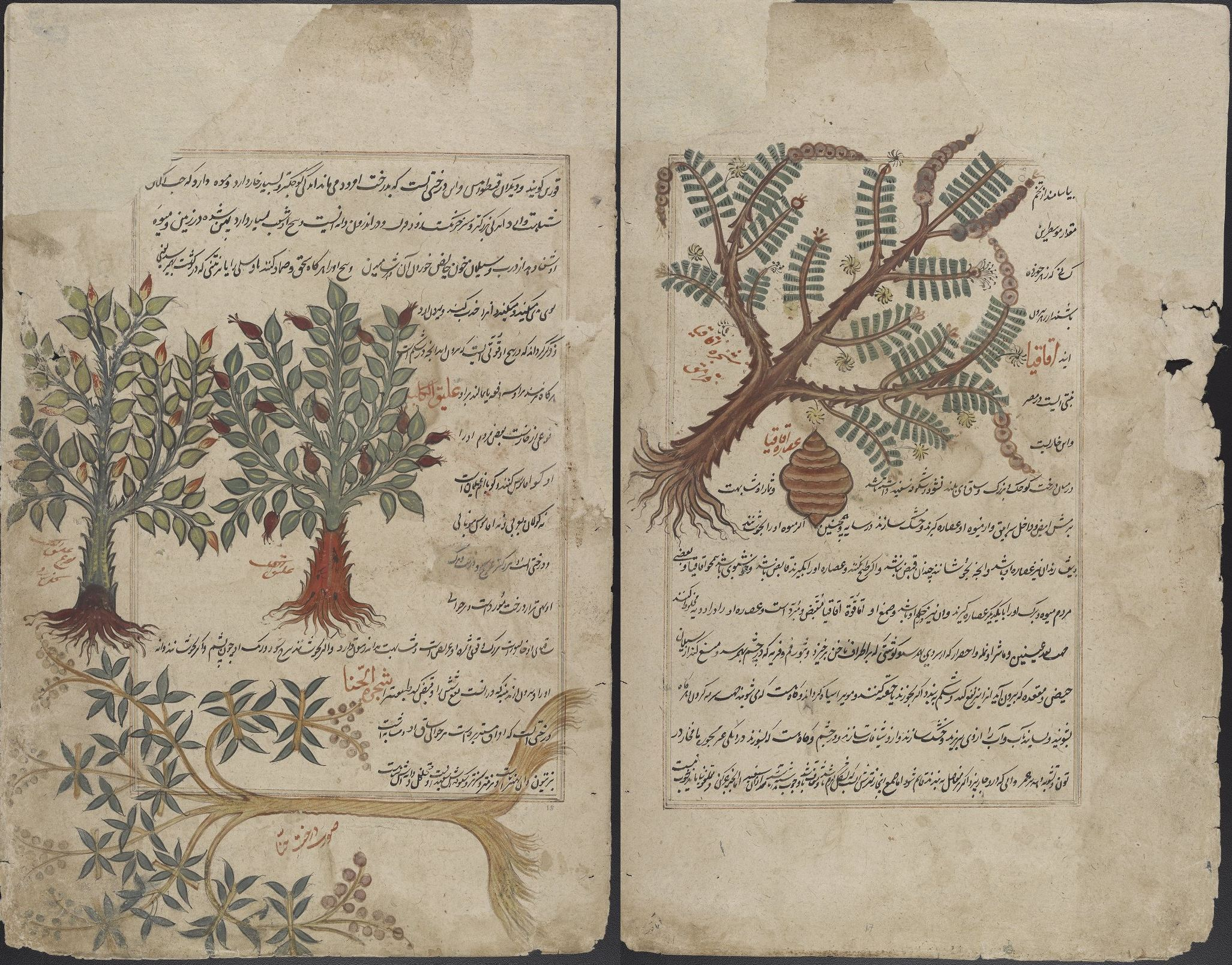
迪奥斯科里德斯的波斯语译本，16世纪

阿拔斯王朝建立后，阿拉伯帝国的首都从大马士革迁至巴格达，这为统治阶层引入了一批受希腊化影响更大的人口群体；同时，新王朝的统治精英努力采用萨珊帝国意识形态，而后者本身也受到希腊思想的影响。这些因素都使得首都对古希腊科学手稿所含知识表现出极大的兴趣。
从中国传来的造纸术在帝国境内也快速传播，这一点也使得大规模翻译运动成为可能。
阿拔斯时代，阿拉伯世界的翻译运动快速发展。这一时期翻译运动非常关键的标志之一，即伊斯兰宗教核心文本的翻译，即《古兰经》。伊斯兰统治者对阿拉伯语的翻译运动给予了极大的支持，使得多种不同语言的文献被翻译成阿拉伯语。翻译运动是由巴尔马克家族发起的。
翻译运动成功地使不同文明相融合，并在文化和政治领域开创了新的篇章。伊斯兰统治者以多种方式参加了该运动，例如创建翻译班以促进其在伊斯兰帝国各个阶段的发展。翻译运动对阿拉伯人的科学知识发展产生了重大影响。

### 智慧之家
智慧之家（阿拉伯語：بيت الحكمة、Bait al-Hikma）是阿拔斯时期的主要学术中心，在伊斯兰黄金时代和翻译运动中起到了重要作用。智慧之家的图书馆遍布不同学者的著作以及从希腊、波斯和印度文明翻译而来的书籍。
智慧之家的翻译过程非常细致。根据待翻译书籍的研究领域，翻译指定给特定的一个人或一群人来负责。例如，工程和数学作品的翻译由Abū Jaʿfar Ibn Mūsa IbnShākir和他的家人监督，哲学和天体运动的翻译由Ibn Farkhān al-Tabarī和Yaʿqūb al-Kindī进行，而Ibn Ishāq al-Harānī则由负责医学研究的翻译 。翻译人员来自许多不同的文化、宗教和种族背景，包括波斯人、基督教徒和穆斯林，他们都致力于为阿拔斯哈里发智慧之家建立一套全面的教育文献清单。完成翻译后，还需要誊抄并装订书籍。译本被发给精通且熟练手写的人。誊抄完成后，书页与封面装订在一起并进行装饰，将其编入目录，放在图书馆的特定房间。一本书也会被制作成多个誊抄本在整个帝国范围内流通。

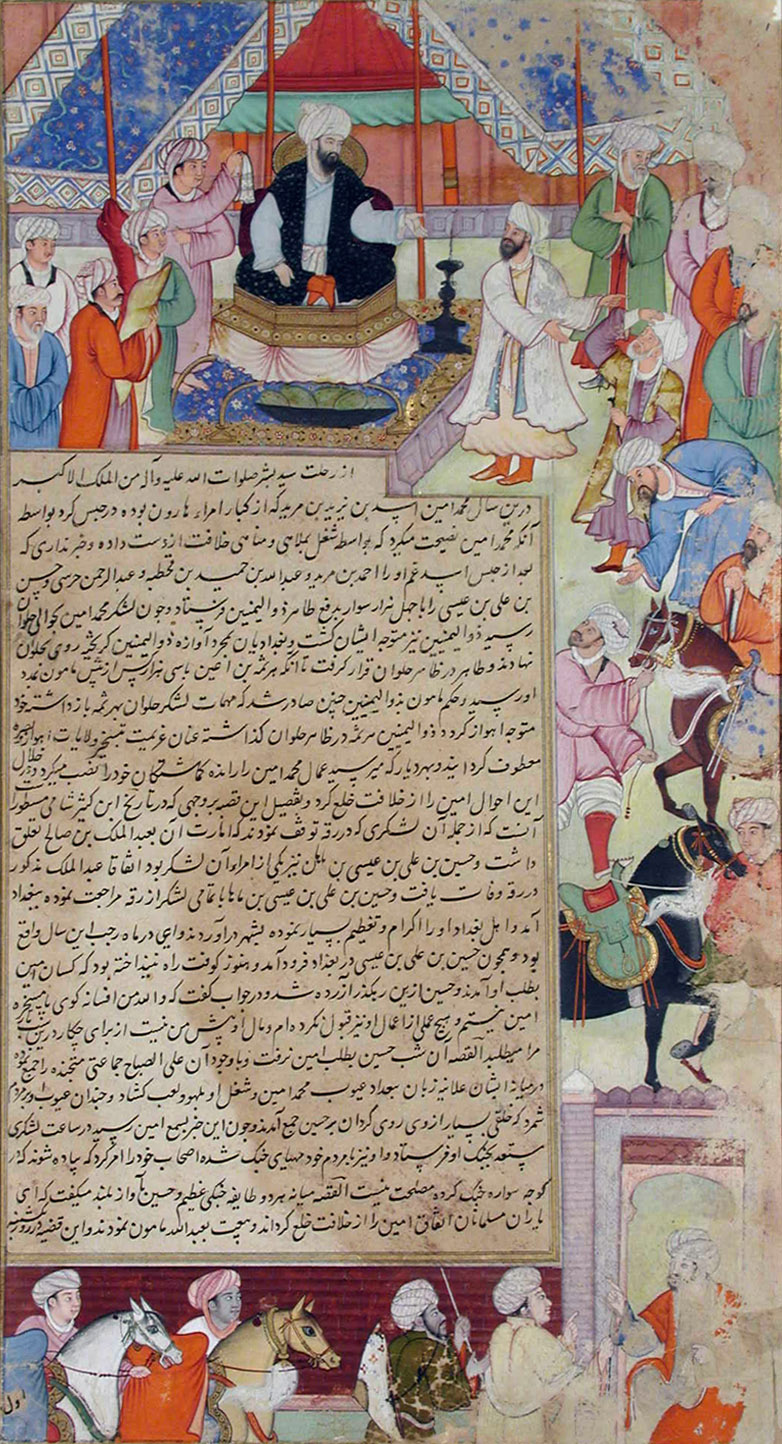
人民效忠于新的阿拔斯哈里发马蒙，约1593年

从历史上看，智慧之家取得了许多成就。公元750年，阿拔斯王朝推翻了倭马亚哈里发，成为伊斯兰世界的统治力量。公元762年，第二任阿拔斯哈里发曼苏尔决定将帝国首都从叙利亚的大马士革移至他在伊拉克新建的巴格达城。曼苏尔意识到培养知识分子的必要性，希望提高和伊斯兰人民的文化水平。于是，他在巴格达建立了一个名为“智慧之家”的图书馆，学者和学生可以在该图书馆学习新材料，提出新想法，转录自己的文学作品，并将世界各地的各种作品翻译成阿拉伯语。曼苏尔的继承者在培养学识方面也很积极，尤其是在翻译领域。在马蒙的统治下，智慧之家蓬勃发展，获得了大量支持和认可。马蒙派遣学者前往文明世界，搜集各种科学和文学作品进行翻译。当时的首席翻译是侯奈因·伊本·伊斯哈格，他是埃尔希拉的基督徒，他翻译了一百多本书，其中包括盖伦的《静脉和动脉的解剖学》。马蒙领导下的翻译运动使得智慧之家成为当时世界上最大的科学和文学书籍之一，直到公元1258年蒙古人攻破巴格达。蒙古人对巴格达的破坏和掠夺包括对智慧之家的摧毁，不过旭烈兀和纳西尔丁·图西将智慧之家的书籍和其他作品带到了馬拉蓋。

## 翻译运动的影响
八世纪中叶到十世纪末，大量非文学和非历史的希腊世俗书籍被翻译成阿拉伯语，它们包括整个东罗马帝国和近东的书籍。希腊化时代、古罗马时期和古代晚期没有流传下来的希腊语著作在翻译过程中都受到了译者的影响；阿拉伯语译者在翻译中加入自己的想法和见解，这种情况并不罕见。例如，九世纪的阿拉伯穆斯林哲学家肯迪将希腊文献视为一种能使他应用新思想和新方法的源泉，从而重新发明了哲学。肯迪使用希腊文献作为大纲，修复其中的缺陷并完成前者未完成的工作。翻译还意味着可以根据翻译者的目标添加或者删除一些信息。另一个例子是阿拉伯翻译家对克劳狄乌斯·托勒密《天文学大成》的研究。许多代阿拉伯天文学家对《天文学大成》进行了评论和修改。这些修改是基于希腊思想进行的，其中大部分来自亚里士多德。这也导致了许多新的发展。在讨论阿拉伯科学的发展时，希腊遗产是一个重要的课题。同时，为了充分理解希腊科学，必须考虑到有些文献仅以阿拉伯语文本存在，例如阿波罗尼奥斯的《圆锥曲线论》第五至七卷和丢番图的《算术》第四至七卷。